# أوربرو

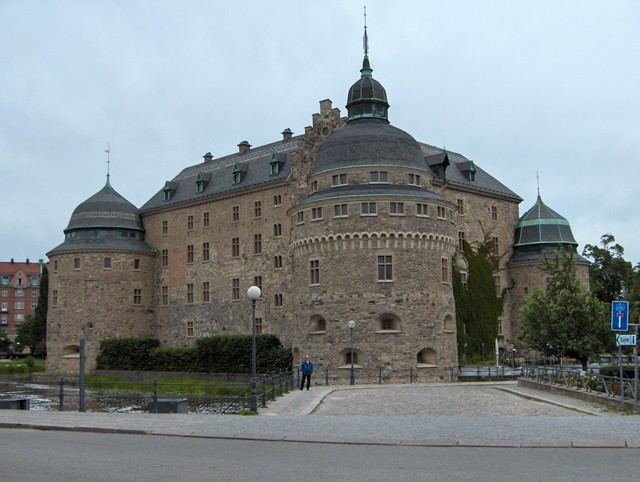
قلعة أوربرو

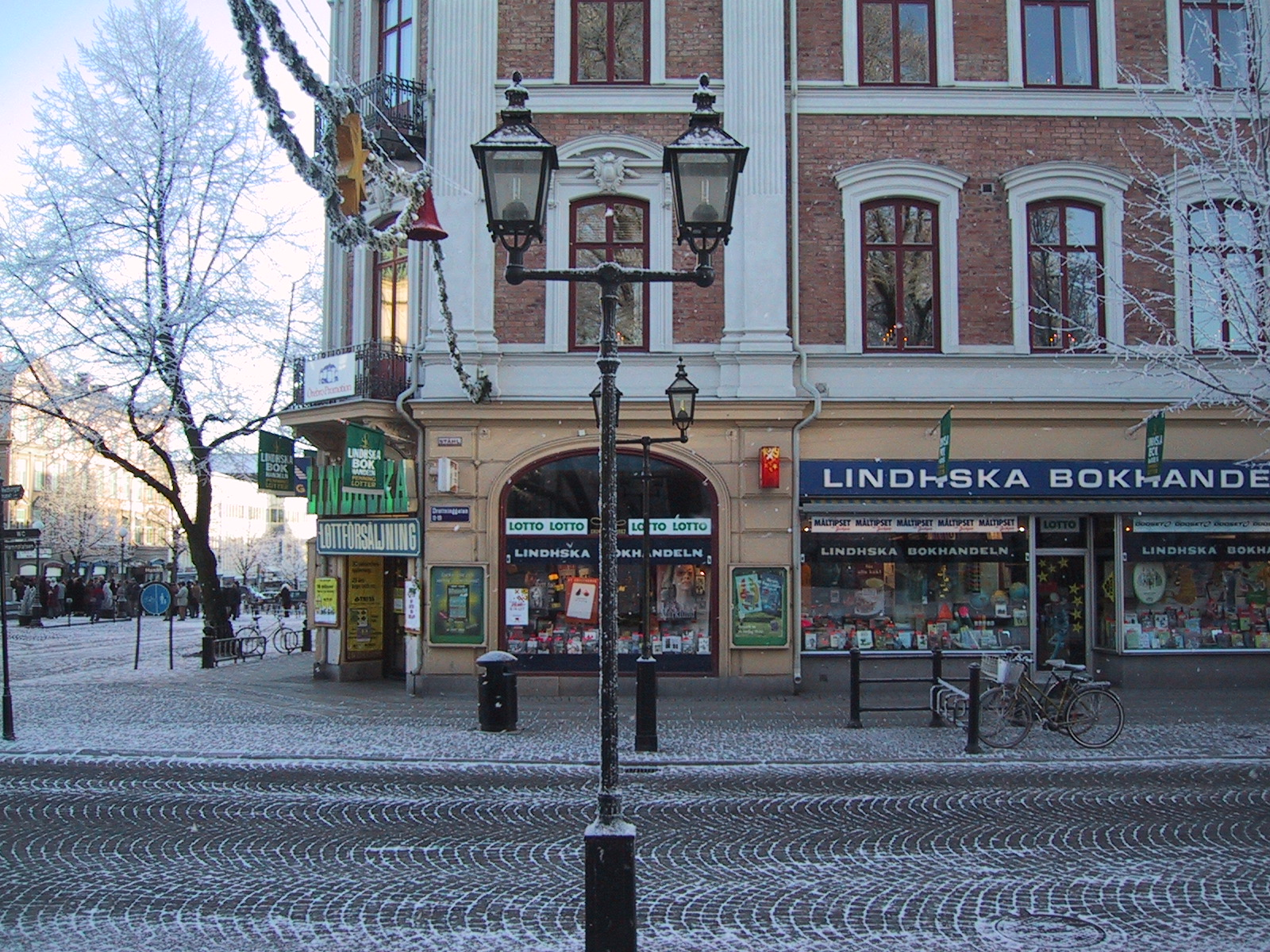
مكتبة اوربرو

أوربرو أو أوريبرو (بالسويدية: Örebro)، هي إحدى المدن السويدية تقع في وسط السويد، وفيها مقر بلدية أوريبرو، وتمثل مركز إقليم أوريبرو في السويد، وهي سادس أكبر مدينة في السويد. تبعد مدينة اوربرو عن مدينة ستوكهولم حوالي 200 كلم، وتبعد عن مدينة جوتنبرج حوالي 300 كلم تشتهر مدينة اوربرو بقلعتها التي تم تشيدها في القرن الثاني عشر الميلاي وينحدر 16% من سكان اوربرو من اصول اجنبية غير سويدية وهؤلاء ينحدرون من 150 جنسية مختلفة ويبلغ عدد سكان مدينة أوربرو حوالي 98237 شخص حسب إحصائيات سنة 2005. ومن أهم معالم المدينة قصر أوريبرو وجامعة أوريبرو. ومناخ المدينة بارد خاصة بالشتاء حيث الحرارة لا تتعدى 5° مئوية بينما بالصيف تكون درجات الحرارة بحدود 30° مئوية.

## المناخ
يظهر الجدول التالي التغييرات المناخية على مدار السنة لأوربرو:
| البيانات المناخية لـأوربرو             | البيانات المناخية لـأوربرو | البيانات المناخية لـأوربرو | البيانات المناخية لـأوربرو | البيانات المناخية لـأوربرو | البيانات المناخية لـأوربرو | البيانات المناخية لـأوربرو | البيانات المناخية لـأوربرو | البيانات المناخية لـأوربرو | البيانات المناخية لـأوربرو | البيانات المناخية لـأوربرو | البيانات المناخية لـأوربرو | البيانات المناخية لـأوربرو | البيانات المناخية لـأوربرو |
| الشهر                                  | يناير                      | فبراير                     | مارس                       | أبريل                      | مايو                       | يونيو                      | يوليو                      | أغسطس                      | سبتمبر                     | أكتوبر                     | نوفمبر                     | ديسمبر                     | المعدل السنوي              |
| -------------------------------------- | -------------------------- | -------------------------- | -------------------------- | -------------------------- | -------------------------- | -------------------------- | -------------------------- | -------------------------- | -------------------------- | -------------------------- | -------------------------- | -------------------------- | -------------------------- |
| الدرجة القصوى °م (°ف)                  | 10.2 (50.4)                | 12.4 (54.3)                | 18.8 (65.8)                | 26.9 (80.4)                | 29.0 (84.2)                | 34.0 (93.2)                | 33.3 (91.9)                | 36.0 (96.8)                | 26.8 (80.2)                | 20.2 (68.4)                | 14.9 (58.8)                | 13.1 (55.6)                | 36.0 (96.8)                |
| الحد الأقصى المتوسط °م (°ف)            | 6.8 (44.2)                 | 6.8 (44.2)                 | 13.1 (55.6)                | 19.5 (67.1)                | 25.3 (77.5)                | 27.3 (81.1)                | 29.4 (84.9)                | 28.4 (83.1)                | 22.8 (73.0)                | 16.7 (62.1)                | 11.6 (52.9)                | 8.2 (46.8)                 | 30.5 (86.9)                |
| متوسط درجة الحرارة الكبرى °م (°ف)      | 0.4 (32.7)                 | 0.9 (33.6)                 | 5.5 (41.9)                 | 12.0 (53.6)                | 17.6 (63.7)                | 20.9 (69.6)                | 23.5 (74.3)                | 21.8 (71.2)                | 17.4 (63.3)                | 10.4 (50.7)                | 5.4 (41.7)                 | 2.3 (36.1)                 | 11.5 (52.7)                |
| المتوسط اليومي °م (°ف)                 | −2.5 (27.5)                | −2.2 (28.0)                | 1.2 (34.2)                 | 6.5 (43.7)                 | 11.7 (53.1)                | 15.7 (60.3)                | 18.0 (64.4)                | 16.5 (61.7)                | 12.5 (54.5)                | 6.7 (44.1)                 | 2.7 (36.9)                 | −0.5 (31.1)                | 7.2 (45.0)                 |
| متوسط درجة الحرارة الصغرى °م (°ف)      | −5.4 (22.3)                | −5.3 (22.5)                | −3.1 (26.4)                | 1.0 (33.8)                 | 5.8 (42.4)                 | 9.5 (49.1)                 | 12.4 (54.3)                | 11.1 (52.0)                | 7.6 (45.7)                 | 3.0 (37.4)                 | 0.0 (32.0)                 | −3.2 (26.2)                | 2.8 (37.0)                 |
| الحد الأدنى المتوسط °م (°ف)            | −18.8 (−1.8)               | −15.7 (3.7)                | −12.3 (9.9)                | −5.9 (21.4)                | −1.3 (29.7)                | 3.7 (38.7)                 | 6.9 (44.4)                 | 4.7 (40.5)                 | −0.5 (31.1)                | −5.0 (23.0)                | −9.4 (15.1)                | −14.1 (6.6)                | −21.4 (−6.5)               |
| أدنى درجة حرارة °م (°ف)                | −29.6 (−21.3)              | −30.0 (−22.0)              | −28.0 (−18.4)              | −14.5 (5.9)                | −5.6 (21.9)                | −1.2 (29.8)                | 2.5 (36.5)                 | 0.0 (32.0)                 | −5.7 (21.7)                | −12.8 (9.0)                | −19.5 (−3.1)               | −26.6 (−15.9)              | −30.0 (−22.0)              |
| الهطول مم (إنش)                        | 50.6 (1.99)                | 38.2 (1.50)                | 30.7 (1.21)                | 35.2 (1.39)                | 63.2 (2.49)                | 62.2 (2.45)                | 82.2 (3.24)                | 85.7 (3.37)                | 54.7 (2.15)                | 62.8 (2.47)                | 63.5 (2.50)                | 54.4 (2.14)                | 683.4 (26.9)               |
| المصدر #1: SMHI Open Data              |                            |                            |                            |                            |                            |                            |                            |                            |                            |                            |                            |                            |                            |
| المصدر #2: SMHI average data 2002–2018 |                            |                            |                            |                            |                            |                            |                            |                            |                            |                            |                            |                            |                            |

## توأمة
لأوربرو اتفاقيات توأمة مع:
- وودج (25 أغسطس 2001 - )[5]

## أعلام
- إسحاق كيزه ثيلين
- سفين أولسون
- غوستا ماجنوسون
- هنري ألارد
- أورفار بيرغمارك
- جيرهارد بيدرسن
- كارل مان سيغبان
- روني بيترسون
- الأمير دانيال دوق فسترغوتلاند
- نينا بيرسون